# 青朗公路
青朗公路（英語：Tsing Long Highway）是香港3號幹線的末段和9號幹線的中段，由汀九橋、大欖隧道及元朗引道組成，連接青衣及元朗凹頭。全線均為三線雙程分隔公路，是新界西部的重要交通樞紐。亦是新界的士繼城門隧道及青荃橋後唯一指定可行駛的收費隧道後往青衣的指定路線。青朗公路最大作用是分擔新界西利用屯門公路和大老山隧道前往港九市區的車流量。

## 介紹
青朗公路全長12.98公里，由青馬管制區青衣西北岸的青衣西北交匯處開始，經過長約1.18公里的汀九橋，而匝道更直駁屯門公路連接荃灣郊區和屯門，再經約700米長的高架道通往大欖隧道。大欖隧道全長3.80公里，為香港現時最長的三線行車隧道、第二長的雙程收費行車隧道（僅次於大老山隧道，3.9公里）及全港第四長的行車隧道(僅次於屯赤、龍山、大老山隧道)。距離隧道北端出入口約1公里外是收費廣場。收費廣場以北為元朗引道，長4.4公里（以幹線路標計），直達凹頭；於凹頭交匯處與9號幹線的元朗公路匯合連接天水圍、元朗和流浮山，於逢吉鄉終止並連接新田公路。凹頭交匯處以北600米的青朗公路屬9號幹線的一部分。
大欖隧道及元朗引道由私人公司出資興建，通車時稱為「三號幹線郊野公園段」（因為部分路段屬大欖郊野公園範圍）。此段的青朗公路屬收費道路，收費廣場在大欖隧道北端出口外約1公里。路段設有香港第一條野生動物地下通道，讓野生動物在不影響公路交通下通過。通道橫跨公路底部，直徑達1.8米，就像一條大水管一樣。
青朗公路在大欖隧道收費廣場以南路段限速每小時80公里，收費廣場以北的路段則為100公里，其中南行方向由隧道管制區域界限至收費廣場以北一段300米路段為全香港其中一段限速每小時100公里的非快速公路。

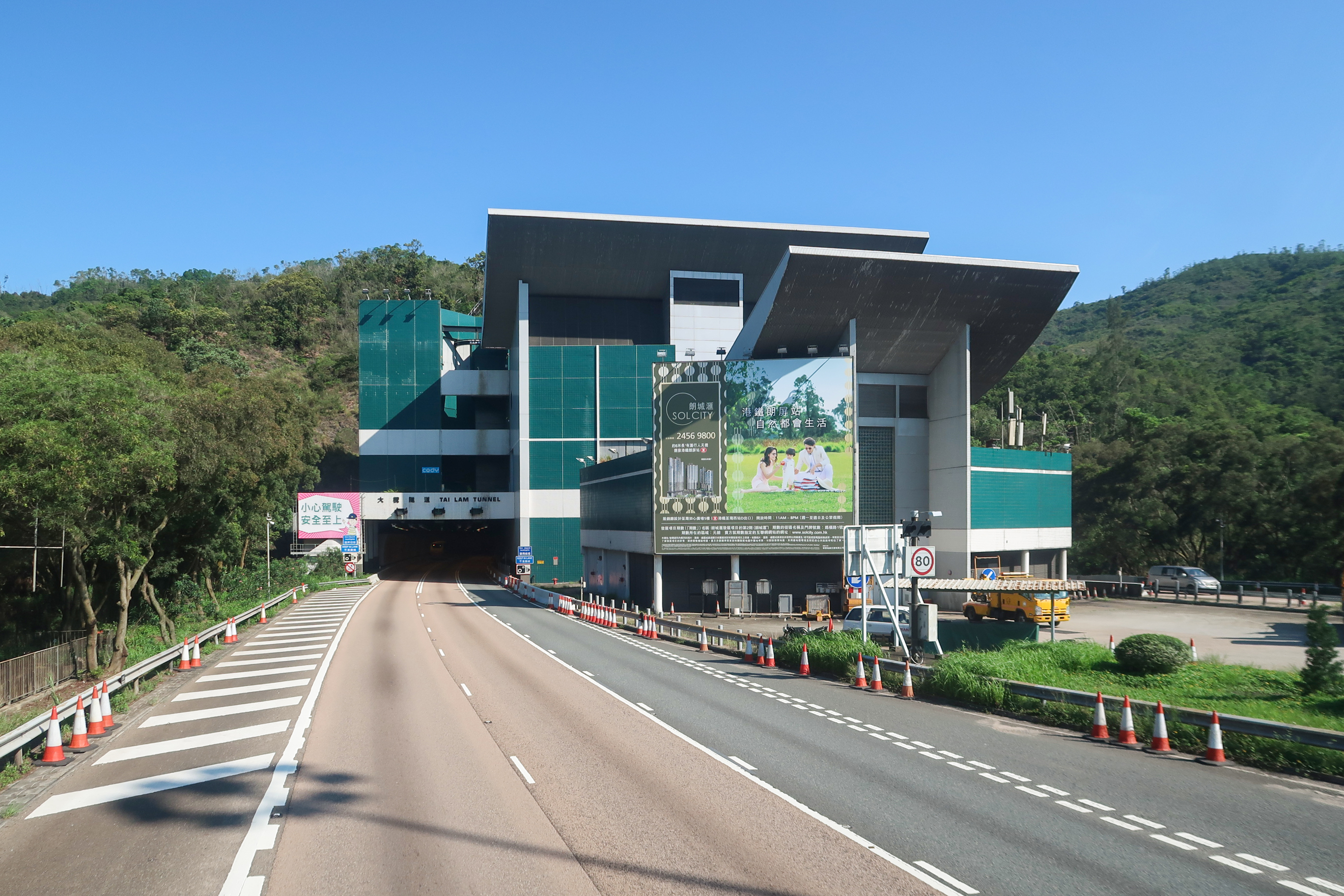
大欖隧道汀九入口
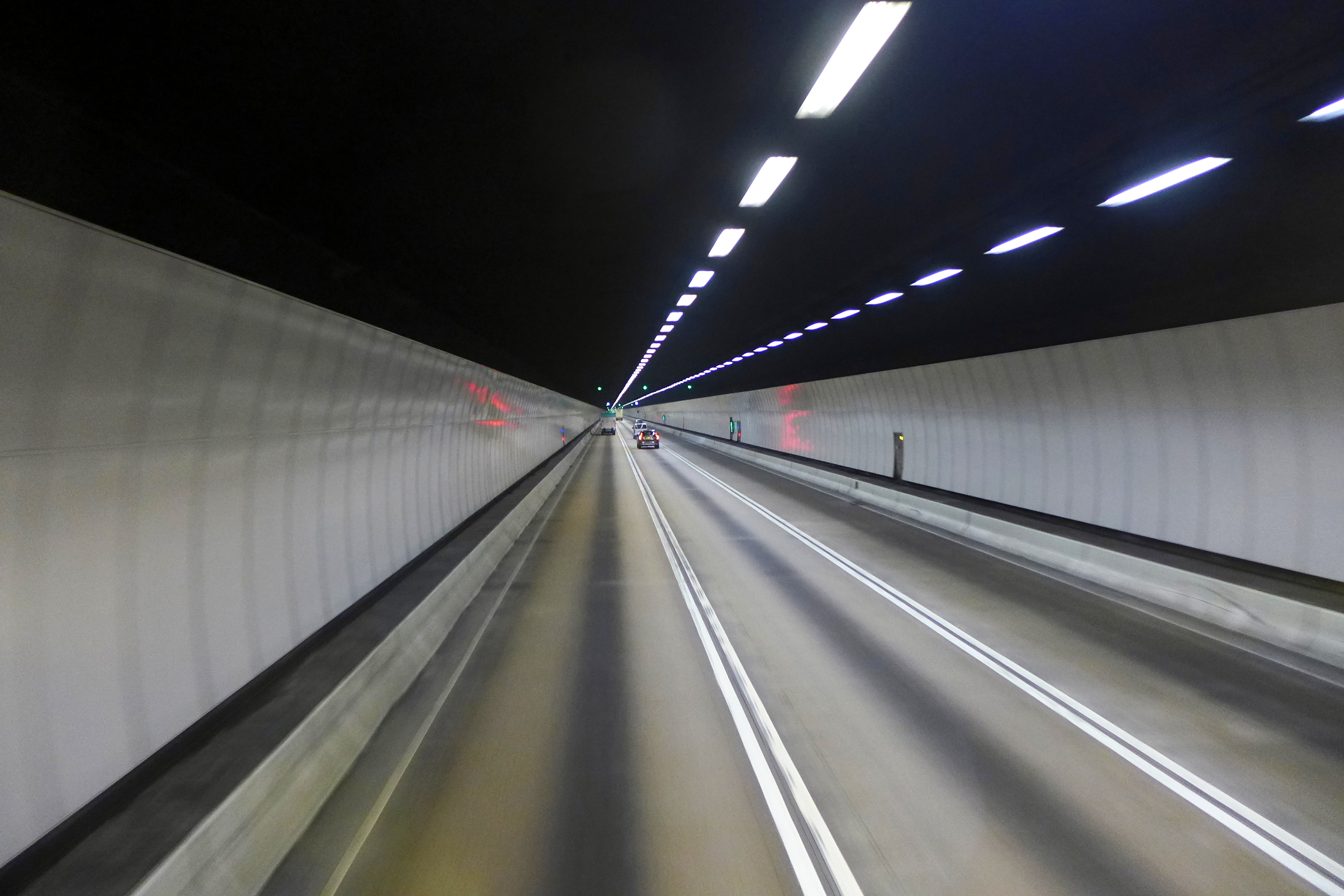
大欖隧道內部
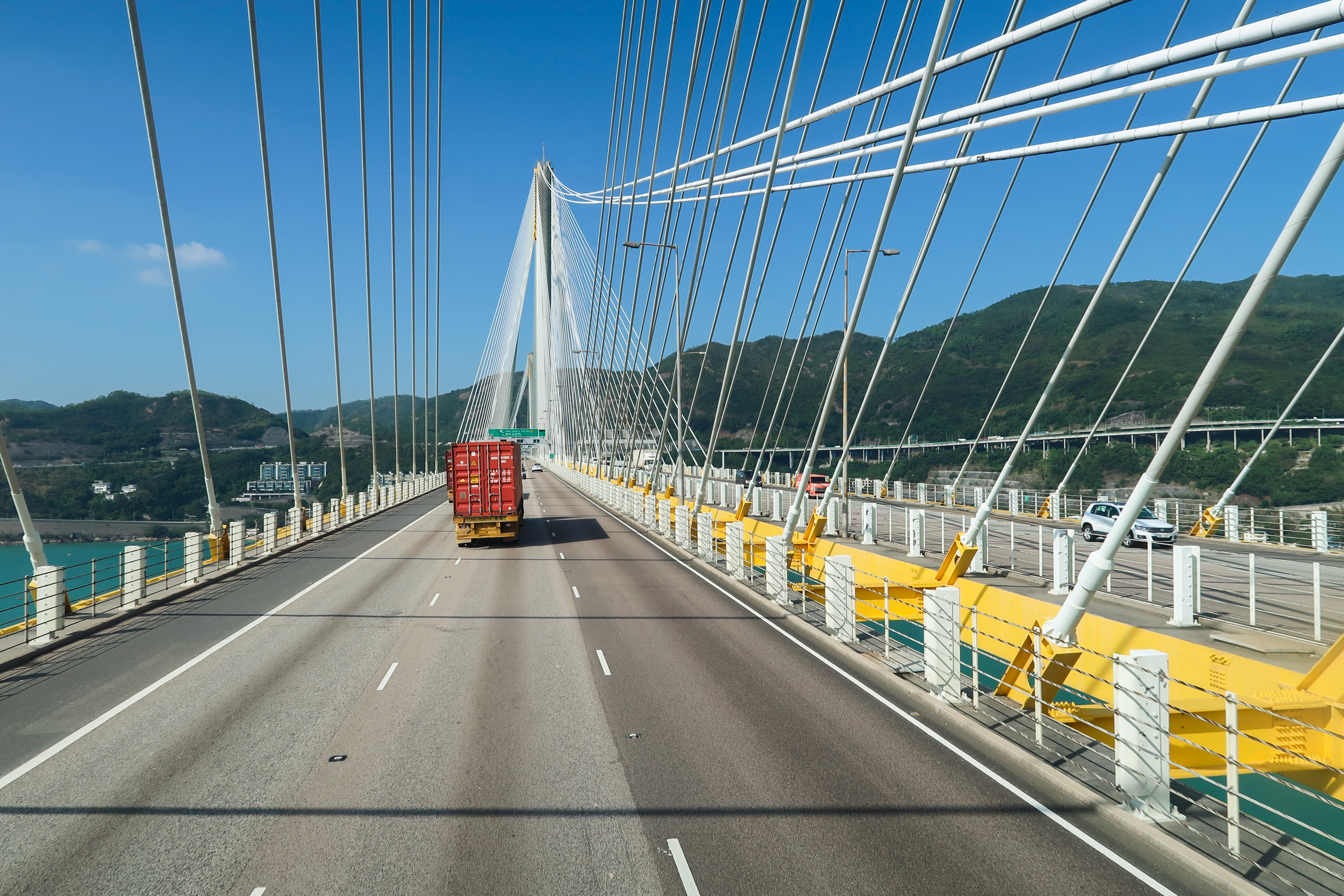
青朗公路在汀九橋上

青朗公路建成之前，新田公路的南端直通青山公路至凹頭迴旋處。1998年上半年青朗公路通車時，新田公路改為接駁青朗公路，車輛經元朗引道可通往大欖隧道（往葵涌、青衣、荃灣、九龍及港島）或元朗公路（往元朗、天水圍及屯門）。
本公路車速限制為每小時100公里，是香港車速限制次高的公路之一（最高為限速110公里的北大嶼山公路）。而近錦綉花園的交匯處是全港最多出入口的迴旋處，共有7個出口及7個入口，分別通往：
- 錦綉花園（錦綉大道）
- 新田公路（每方向各一）
- 青山公路潭尾段（每方向各一）
- 新潭路（每方向各一）

## 出口
| 青朗公路                   | 青朗公路 | 青朗公路                                                    |
| -------------------------- | -------- | ----------------------------------------------------------- |
| A 行車方向（順時針）       | 出口編號 | B 行車方向（逆時針）                                        |
| 連接新田公路               |          |                                                             |
| 青朗公路終點               |          | 青朗公路起點                                                |
| 出口設於元朗公路           | 12       | 九龍、荃灣、青衣、大嶼山、機場 青朗公路（大欖隧道、汀九橋） |
| 青朗公路部分起點           |          | 青朗公路部分終點                                            |
| 連接青朗公路部分、元朗公路 |          |                                                             |

| 青朗公路                              | 青朗公路 | 青朗公路            |
| ------------------------------------- | -------- | ------------------- |
| 北行                                  | 出口編號 | 南行                |
| 連接青朗公路路段、元朗公路            |          |                     |
| 青朗公路路段終點                      |          | 青朗公路路段起點    |
| 錦田、凹頭 錦田公路、錦田繞道、錦上路 | 6B       | 不適用              |
| 八鄉 八鄉路、錦上路                   | 6A       | 不適用              |
| 大欖隧道                              |          |                     |
| 深井、青龍頭、青山灣及屯門 屯門公路   | 6        | 荃灣、沙田 屯門公路 |
| 青朗公路起點                          |          | 青朗公路終點        |
| 連接青衣西北交匯處                    |          |                     |

## 外部連結
- 香港巴士大典上的相关条目：青朗公路
- 香港道路大典上的相关条目：青朗公路

| 先前 青衣西北交匯處 | 香港3號幹線 青朗公路 | 其後 北端盡頭 連接新田公路 |

| 论 编 | 香港3號幹線 |  |
| |             |  |
| 西區海底隧道 – 西九龍公路 – 青葵公路（包括長青橋） – 長青隧道 – 長青公路 – 青衣西北交匯處 – 青朗公路（包括汀九橋及大欖隧道） |             |  |
| |             |  |

| 论 编 | 香港9號幹線 |  |
| |             |  |
| 城門隧道 – 象鼻山路 – 青山公路－荃灣段 – 屯門公路 – 藍地交匯處 – 元朗公路 – 青朗公路 – 新田公路 – 粉嶺公路 – 吐露港公路 – 大埔公路－沙田段 – 城門隧道公路 – 城門隧道 |             |  |
| |             |  |

| 论 编 | 青馬管制區 |  |
| |            |  |
| 3號幹線：青朗公路（只限汀九橋部分） - 青衣西北交匯處 - 長青公路 - 長青隧道 - 青葵公路 8號幹線：北大嶼山公路（只限欣澳以東部分）- 青嶼幹線（包括汲水門大橋、馬灣高架道路、青馬大橋） 其他道路：馬灣路、青衣北岸公路 |            |  |